# عبدالحمید محمود طهماز
عبدالحمید محمود طهماز الحموی، با نام کامل عبدالحمید بن محمود بن عبدالقادر طهماز (۱۳۵۶ ق / ۱۹۳۷ م در حما – ۱۴۳۱ ق / ۲۰۱۰ م در ریاض)، فقیه و مفسر سوری. و یکی از پیشگامان تفسیر عینی در عصر جدید، نویسنده آثار مهم در ترجمه؛ او به تدریس، تفسیر و تصدیق ترجمه‌ها با نقد فقهی علاقه‌مند بود و کتاب «الحلال و الحرام» نوشته یوسف القرضاوی را نقد می‌کرد.

## زندگی‌نامه[۳][۴]
عبدالحمید طهماز در سال ۱۹۳۷ در حماه متولد شد و تحصیلات مقدماتی و متوسطه خود را در آنجا گذراند و سپس به دمشق رفت و در دانشکده شریعت دانشگاه دمشق ثبت نام کرد و به مدت ۷ سال نزد محمد الحمید بود تا از او اجازه (فقه) دریافت کند، وی تحت تأثیر محمد الحمید و رویکرد او قرار گرفت و حتی در سال ۱۹۷۱ در دمشق کتابی با عنوان «مرجع مجاهد شیخ محمد الحمید» نوشت.
از استادان وی در دانشگاه دمشق می‌توان به: مصطفی السبعی، مصطفی الزرقا، محمد معروف الدوالیبی، مصطفی سعید آل خان، محمد المنتصر الکتانی، محمد فتحی الدارینی، محمد بن عبدالقادر و ابن محمد مبارک اشاره کرد. در سال ۱۹۶۲، در اقدامات سیاسی در سوریه فعال بود هنگامی که دانشجویان بین دو جریان سوسیالیست و اخوان المسلمین درگیر شدند و در جشن اخوان در یکی از مناسبت‌ها در مسجد حمیدیه اختلاف و دعوا بین آنها رخ داد. و سوسیالیست‌ها آنها را تهدید کردند. عزت اسلام و مسلمین در جریان حوادث مسجد سلطان در سال ۶۴ خطبه شدیدی علیه نظام ایراد کرد و در نتیجه دستگیر شد و سخت‌ترین شکنجه‌ها را متحمل شد.
پس از فارغ‌التحصیلی از دانشگاه دمشق، علاوه بر واعظی و معلمی در مسجد سلطان همان شهر، به عنوان معلم معارف اسلامی در مدارس راهنمایی حماه مشغول به کار شد. در سال ۱۹۸۰ به ریاض سفر کرد و در آنجا به عنوان دستیار تدریس و تهیه برنامه درسی در مؤسسه آموزش زبان عربی به غیر بومی زبانان دانشکده زبان عربی دانشگاه اسلامی امام محمد بن سعود مشغول به کار شد. سپس به مدینه رفت و در مؤسسه علمی نجران مشغول به کار شد، در سال ۱۹۸۸ میلادی به مکه مکرمه رفت و در مؤسسه عالی تهذیب ائمه و خطبای مسلمین مشغول به تحصیل شد. لیگ جهانی تا زمان بازنشستگی او مدرک کارشناسی ارشد برای برخی از فارغ التحصیلان مؤسسه.
عبدالحمید طهماز پس از بازنشستگی از مؤسسه، خود را وقف تحقیق و نویسندگی کرد. وی در مکه مکرمه و سپس در ریاض اقامت گزید و در غروب روز جمعه ۱۵ صفر ۱۴۳۱ هجری قمری مصادف با صبح روز شنبه ۳۰ ژانویه ۲۰۱۰ میلادی در آنجا درگذشت.
.

### اساتید
دکتر مصطفی السبعی، استاد محمد مبارک، عالم مصطفی الزرقا، دکتر محمد معروف الدوالیبی، شیخ محمد المنتصر الکتانی، دکتر. محمد فتحی الدرینی، دکتر مصطفی الخان و دیگران…

#### همسالان
شیخ دکتر محمد هشام البرهانی، شیخ دکتر محمد عجاج الخطیب، دکتر محب الدین احمد ابوصالح، دکتر محمد فاروق بطال و دیگران.

## آثار و کارکردهای
در MSFآنلاین کارکردهای خود را چنین می‌گوید:
پس از فارغ‌التحصیلی از مدرسه شریعت، به عنوان معلم معارف اسلامی در دبیرستان‌های: ابی الفداء، خانم عایشه، و ابن رشد در شهر حماه مشغول به کار شدم.
علاوه بر این که به مدت ۱۲ سال به عنوان واعظ و معلم در مسجد سلطان حماه جانشین شیخ محمد الحمید شدم.
سپس در سال ۱۹۸۰ میلادی به ریاض سفر کردم و به مدت دو سال به عنوان دستیار آموزشی در مؤسسه آموزش زبان عربی به غیر بومی‌های دانشگاه اسلامی امام محمد بن سعود مشغول به کار شدم و در تهیه برنامه درسی دانشجویان شرکت کردم.
سپس به مدینه رفتم و دو سال در مؤسسه علمی و سپس در مؤسسه علمی نجران دو سال تحصیل کردم و سپس در سال ۱۹۸۸ میلادی به مکه مکرمه رفتم و در مؤسسه عالی تحصیل کردم. آماده‌سازی ائمه و واعظان که وابسته به لیگ جهانی مسلمانان است.
تا زمانی که بازنشسته شدم، در حین کار، پایان‌نامه‌های کارشناسی ارشد را برای برخی از دانشجویان فارغ‌التحصیل آن راهنمایی می‌کردم و پس از بازنشستگی از کار در مؤسسه، به تحقیق و تألیف مشغول شدم. در مکه و سپس در ریاض ماندم.

#### فعالیت و مشارکت
اتحادیه جهانی مسلمانان مرا فرستاد تا یک دوره علمی برای برخی از دانشجویان در تایلند بگذرانم.
و همچنین به ژنو سوئیس برای ایراد خطبه‌های جمعه، درس و سخنرانی در مرکز اسلامی، (۳ بار)، و یک بار به رومانی و لهستان برای آشتی بین مسلمانان آنجا، با هیئتی که اتحادیه برای آن تشکیل داده‌است.
زمانی که در انجمن مشغول به کار بودم مقالاتی را منتشر کردم.
من برای اولین بار در سال ۱۹۶۹ میلادی، نزد محسن الحمید، برادرزاده شیخ محمد الحمید، به حج رفتم.
من نتوانستم از محمد الحمید جدا شوم، بعد الحمدالله بعد از وفات محمد الحمید بسیار حج و عمره کردم.
من فکر می‌کنم هرکس می‌خواهد حج را تکرار کند باید حج کامل و با رعایت اصول و شروط و سنت‌ها انجام دهد و در انجام این مناسک به امتیازات و اقوال ضعیف عمل نکند. اگر قادر به انجام آن نبود، شرع او را به اعاده حج واجب نمی‌کرد.